# Xavier Vall i Solaz
Xavier Vall i Solaz (Reus, 1962) és un historiador, crític literari i professor universitari català que ha estudiat la cultura moderna i contemporània. Ha estudiat la literatura moderna i contemporània.
Doctor en filologia catalana, màster en història de la ciència i llicenciat en filologia hispànica, és professor de la Universitat Autònoma de Barcelona des del 1989. Ha estudiat la història cultural, focalitzant l'atenció sobre la Il·lustració, el Romanticisme, el Realisme, el Naturalisme, el positivisme, l'evolucionisme, l'objectivisme i l'existencialisme. També ha publicat un llibre de poesia comparada sobre el paisatge mallorquí i en concret de Sóller. Coordina el Grup d'Estudis de Literatura Catalana Contemporània i és membre de diverses entitats relacionades amb llengua i la cultura catalanes.